# Polsko-litevská unie (1569–1795)
Polsko-litevská unie, oficiálně nazývaná Království polské a Velkoknížectví litevské (polsky Królestwo Polskie i Wielkie Księstwo Litewskie, litevsky Lenkijos Karalystė ir Lietuvos Didžioji Kunigaikštystė, latinsky Regnum Poloniae Magnusque Ducatus Lithuaniae, bělorusky Каралеўства Польскае і Вялікае Княства Літоўскае) bylo v letech 1569–1791 soustátí ve střední a východní Evropě. Oficiálně vznikl uzavřením smlouvy mezi Korunou království polského a Litevským velkoknížectvím dne 12. srpna 1569 v Lublinu (tzv. Lublinská unie). Od roku 1791 do svého zániku v roce 1795 existovalo již jen ve značně zmenšeném územním rámci pod názvem Nejjasnější Republika polská (polsky Najjaśniejsza Rzeczpospolita Polska či jen Republika polská, teprve po roce 1967 vešla ve známost jako „Republika obou národů“ (polsky Rzeczpospolita Obojga Narodów, litevsky Abiejų tautų respublika, latinsky Res Publica Utriusque Nationis).
V Polsku je tento stát nazýván také „První republikou“ (I. Rzeczpospolita) nebo „šlechtickou republikou“ (Rzeczpospolita szlachecka). První polsko-litevská republika byla de facto stavovskou monarchií, v níž měla politická práva – např. možnost volit a být volen do sněmíků (polsky sejmik, lokální sněm) a Sejmu, právo na řádný soudní proces atd. – pouze šlechta (tvořící ovšem cca 10 % obyvatelstva soustátí), z ní však jenom muži. V Polsku samotném si však aristokracie vymohla rozhodující podíl na moci již roku 1505, kdy byl král Alexandr Jagellonský donucen vydat slavnostní prohlášení Nihil novi nisi commune consensu („Nic nového bez obecného souhlasu“), kterým se panovník zavazoval k vydávání zákonů pouze pod kontrolou a se souhlasem magnátstva a nižší šlechty. To byl počátek šlechtické zlaté svobody, kterou se brzy inspirovali i tzv. lutca, litevští bojaři. Ti si v druhém statutu Velkoknížectví litevského z roku 1566 na velkoknížeti vynutili postavení, podobné tomu, co měla šlechta v Polsku. Tato privilegia šlechty za daných okolností osudově oslabila oba státy, což je přes jejich dočasné posílení vytvořením unie nakonec vydalo všanc okolním velmocem. Postupně následovaly dějinné události zvané první a druhé dělení Polska, přesněji dělení polsko-litevské unie, mezi Prusko, Rakousko a Ruské impérium. Třetí dělení Polska v roce 1795 přineslo definitivní konec existence polsko-litevského soustátí a na dlouhou dobu ztrátu samostatnosti v něm žijících národů.

## Název
Oficiální název státu byl Království polské a Velkoknížectví litevské (polsky Królestwo Polskie i Wielkie Księstwo Litewskie, litevsky Lenkijos Karalystė ir Lietuvos Didžioji Kunigaikštystė, ukrajinsky Королівство Польське та Вели́ке князі́вство Лито́вське Korolivstvo Polske ta Velyke Kňazivstvo Lytovske, bělorusky Каралеўства Польскае і Вялікае Княства Літоўскае Karaleŭstva Polskaje i Vjalikaje Kňastva Litoŭskaje). Před 17. stoletím byl stát v mezinárodních smlouvách a diplomatických ujednáních označován hlavně svým latinským názvem – Regnum Poloniae Magnusque Ducatus Lithuaniae. Od 17. století byl stát nejznámější pod názvem Nejjasnější Republika polská (polsky Najjaśniejsza Rzeczpospolita Polska, latinsky Serenissima Res Publica Poloniae). V běžné řeči byl nejčastěji nazýván „Rzeczpospolita“ (starobělorusky Рѣч Посполита Reč Pospolita, litevsky Žečpospolita). V zahraničí byl nazýván jednoduše „Polsko“, jelikož Polské království tvořilo jeho nejdůležitější část. V historiografii je používán také název Rzeczpospolita szlachecka („šlechtická republika“) a I. Rzeczpospolita (viz článek Rzeczpospolita).
Současný název „Republika obou národů“ (polsky Rzeczpospolita Obojga Narodów, starobělorusky Рѣчъ посполитая ѡбоига народовъ, litevsky Abiejų Tautų Respublika, latinsky Res Publica Utriusque Nationis) byl popularizován až v roce 1967, kdy vyšla stejnojmenná historická trilogie spisovatele Pawła Jasienicy.

## Historie

### Vznik polsko-litevského soustátí
Roku 1383 přijelo do Vilna za litevským velkoknížetem Jogailou polské poselstvo a nabídlo mu polskou královskou korunu. Podmínkou byl sňatek s dědičkou trůnu Hedvikou z Anjou, dcerou Ludvíka I. Velikého, a přijetí křesťanství.
Jogailovi bylo v té době jasné, že Litva již dále nemůže odmítat christianizaci. Musel se však rozhodnout, zda se má svým křtem začlenit do východního ortodoxního nebo západního latinského církevního okruhu se všemi z toho plynoucími politickými důsledky. Nabízela se mu totiž také možnost přijmout křesťanství z pravoslavné Rusi a oženit se s dcerou Dmitrije Donského. To by ovšem nic nezměnilo na vztahu Litvy k řádu německých rytířů. Jako pravoslavná, to znamená heretická, země by nejspíše dále poskytovala vhodnou ideologickou záminku pro expanzi. Tu by naopak odstranilo přijetí katolické víry, které nabízela polská varianta. Její další výhodou bylo spojenectví proti řádu, odstranění neshod v otázce vlády v Haliči a na Volyni, případně dohoda o pokračování výbojů východním směrem. Zdálo se, že polsko-litevská unie přinese oběma stranám výhody.
Jednání, která se protáhla na celé dva roky, nebyla jednoduchá. Teprve 14. srpna 1385 byla v Krewě uzavřena smlouva, která Jogailu zavazovala ke splnění řady podmínek. Všichni Litevci měli být pokřtěni a mnohem rozsáhlejší, ale méně konsolidovaný litevský stát připojen ("applicare") k Polské koruně. Smlouva nepředpokládala vytvoření personální unie, k tomu došlo teprve v praxi. Dále se měl Jogaila postarat, aby byla Polsku navrácena ztracená území. Předpokládá se, že tím byla míněna Halič, mohlo však jít také o Východní Pomořany a chełmiňskou zemi.
Roku 1386 přijal veliký kníže litevský Jogaila v Krakově křesťanskou víru, oženil se s Hedvikou z Anjou a poté byl korunován jako Vladislav II. (1386-1434) polským králem. Ještě předtím se mu podařilo uzavřít dohodu s bratry, kteří se nechali pokřtít společně s ním stejně jako Vytautas. Jogaila svěřil správu Litvy svému bratru Skirgailovi, Vytautasovi přiřkl Černou Rus a Podlesí včetně Grodna a Brestu.
Uzavření krewské unie položilo základy mohutnému soustátí a posílilo postavení jak Polska tak Litvy. Nebylo však bez problémů. Jedním z nich se stalo postupné odcizování nyní katolických Litevců a většiny pravoslavného obyvatelstva země. Již roku 1387 získala litevská šlechta, jež přijala křesťanství západního ritu, významná privilegia. Unie neodstranila ani rozpory mezi členy dynastie, které koncem 80. let propukly nanovo.

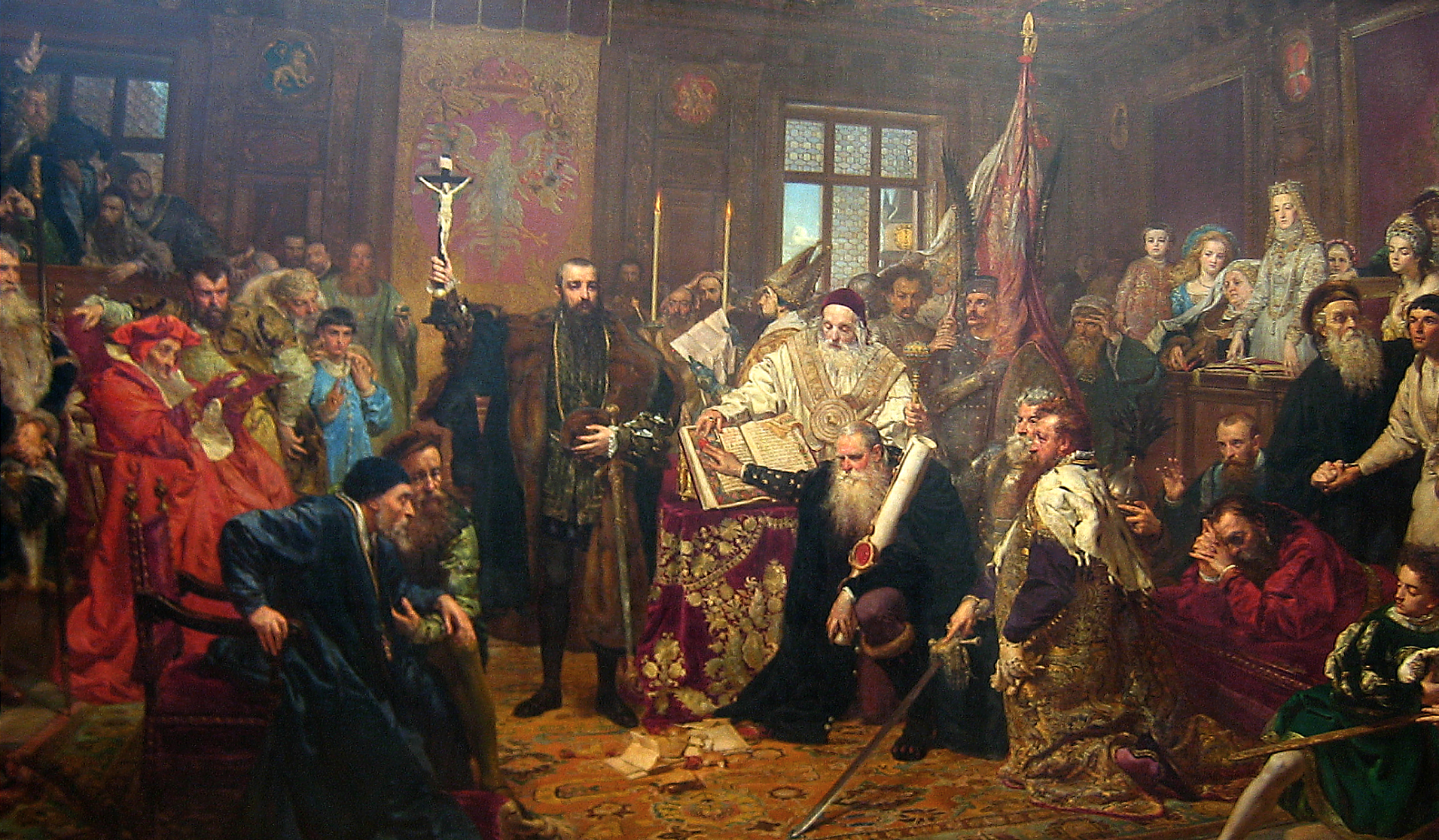
Obraz Lublinská unie polského malíře Jana Matejka

Rozbroje ve velkém knížectví litevském se svými mezinárodně politickými souvislostmi představovaly pro Jogailu velké nebezpečí. Navzdory spojení s německým řádem byl Vytautas v Litvě velmi oblíben a stal se mluvčím těch, kteří si nepřáli inkorporaci země do polského státu. Proto se král rozhodl k radikálnímu řešení a roku 1392 uzavřel s Vytautasem smlouvu, jíž si zajistil jeho věrnost a pomoc v boji proti společným nepřátelům. Poté přesunul Skirgailu do Kyjeva a správu Litvy svěřil Vytautasovi (1392-1430), který se roku 1401 stal oficiálně litevským velkoknížetem.
Polsko-litevská unie měla rozličné podoby, ne vždy šlo o personální unii. Například po smrti Kazimíra IV. Jagellonského vládl v Polsku jeho třetí syn Jan I. Albrecht (1492-1501), zatímco litevským velkoknížetem se stal jeho mladší bratr Alexandr (1492-1506), který byl roku 1501 zvolen také polským králem a znovu vytvořil polsko-litevskou personální unii.
Roku 1569 schválila šlechta na zasedání sejmu v polském Lublinu 1. července 1569 úplné sjednocení Litvy s Polskem do jednoho státu, který se dále nazýval Rzecz pospolita Polska. Svůj souhlas k tomu připojil také Zikmund II. August, poslední král a litevský velkokníže z rodu Jagellonců, který neměl dědice trůnu. Litevské velkoknížectví přestalo existovat, země si však zachovala určitou autonomii.

### Historie soustátí

Polsko-litevský stát v roce 1635

Vytvořením Polsko-litevské unie došlo k mezinárodnímu posílení státu a k potlačení autonomistických tendencí zejména u litevské šlechty. Ve státním zřízení měla velice silnou pozici šlechta, která prostřednictvím královské rady vykonávala vládu. Polský král se již dle usnesení Nihil novi z roku 1505 stal prakticky předsedou této rady a nemohl činit významná rozhodnutí bez souhlasu senátu a sněmovních poslanců.
Po vymření jagellonské dynastie o polský trůn soupeřilo několik evropských dynastií a panovníků. Roku 1573 byl polským králem zvolen Jindřich z Valois, bratr francouzského panovníka Karla IX. Jindřich musel splnit mnoho stanovených podmínek, mezi nimiž byla zásada zřeknutí se dědičnosti. V roce 1574 po smrti svého bratra z Polska uprchl a ujal se ve Francii vlády jako Jindřich III. Francouzský. Roku 1576 byl zvolen polským králem Štěpán Báthory, který v letech 1579–1582 vedl poměrně úspěšnou válku proti Rusku. Jeho plány na úplné ovládnutí Ruska a vyhnání Turků z Uher překazila smrt. Na trůn nastoupil roku 1587 syn švédské královny Kateřiny Zikmund III. Vasa, který musel vést války s opozicí ve vlastní dynastii. Od roku 1609 válčil s Ruskem, při kterém získal pro Polsko další území, potvrzené mírovou smlouvou z roku 1619.
Po smrti Zikmunda Vasy roku 1632] se na trůn usadil starší syn Vladislav IV. Vasa, kterému se dařilo vyhýbat se konfliktům třicetileté války. V tomto období však docházelo v Polsku k událostem, které vyvrcholily do období velkých krizí. V roce 1648 nastoupil na polský trůn Jan Kazimír II. Vasa, bratr zemřelého krále Vladislava. Ten byl nucen čelit povstání Bohdana Chmelnického, které vyvrcholilo odtržením levobřežní Ukrajiny od Polsko-litevského státu, i agresi Švédska. Země za jeho vlády prošla politickou, hospodářskou i kulturní krizí.

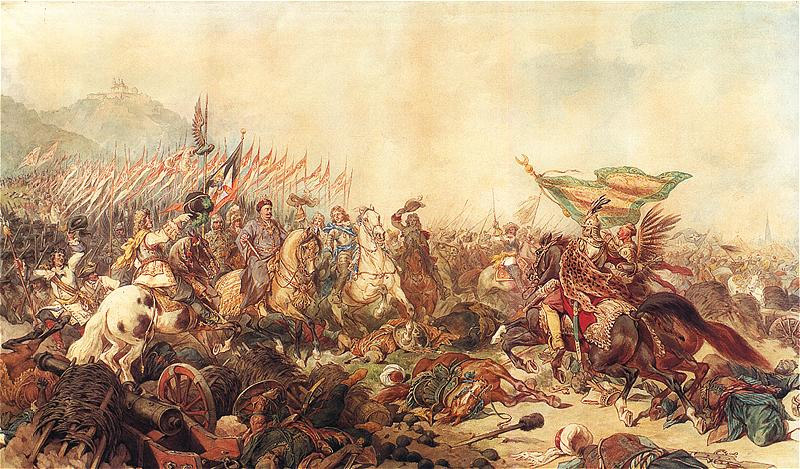
Jan III. Sobieski pod Vídní

Roku 1669 byl novým polským králem zvolen Michał Korybut Wiśniowiecki, který se orientoval na Habsburky. V roce 1672 vpadli do Polska Turci a to bylo nuceno přistoupit na tvrdé podmínky vítěze. V letech 1674–1696 vládl Polsku profrancouzsky orientovaný Jan III. Sobieski. Ten musel čelit jak vnitřním rozbrojům, tak dalšímu hrozícímu nebezpečí ze strany Turecka. Jeho vojska pomohla roku 1683 porazit Turky při obléhání Vídně.
Válečné konflikty v polovině 17. století způsobily Polsku obrovské hospodářské škody. Podstatně klesl počet obyvatelstva, nebyla obdělávána polovina zemědělské půdy, dramaticky se zmenšily stavy hospodářských zvířat, došlo k poklesu kupní síly obyvatelstva, města vzhledem ke stále se snižujícímu odbytu hospodářsky upadala.
V letech 1697–1703 vládl Polsku (s pětiletou přestávkou) August II. Silný. Dobu jeho panování i vlády nástupců ze saského rodu provázel národní a politický úpadek, ovšem z hlediska ekonomického znamenal nástup nové epochy. August II. se snažil získat zpět ztracená území v Livonsku, a tak uzavřel spojenectví s Ruskem a Dánskem. Po porážce dánské a ruské armády od švédského krále Karla XII. v tzv. „severní válce“ vpadla švédská vojska i do Polska a Augusta II. sesadila. Místo něho vládl v Polsku v letech 1704–1709 Stanislav I. Leszczyński. Po porážce Švédů v bitvě u Poltavy roku 1709 se August II. vrátil zpět na polský trůn, ale nedokázal využít příznivé situace a účastnit se zahraničně-politických jednání ve prospěch Polska. Stejně slabý byl i jeho nástupce August III. Polský. Po jeho smrti nastoupil na trůn v roce 1764 Stanislav Poniatowski, za jehož vlády došlo ke konečnému úpadku Polska, které bylo rozděleno mezi tři sousední velmoci a zaniklo.

## Symbolika

vlajky Polsko-litevské unie:
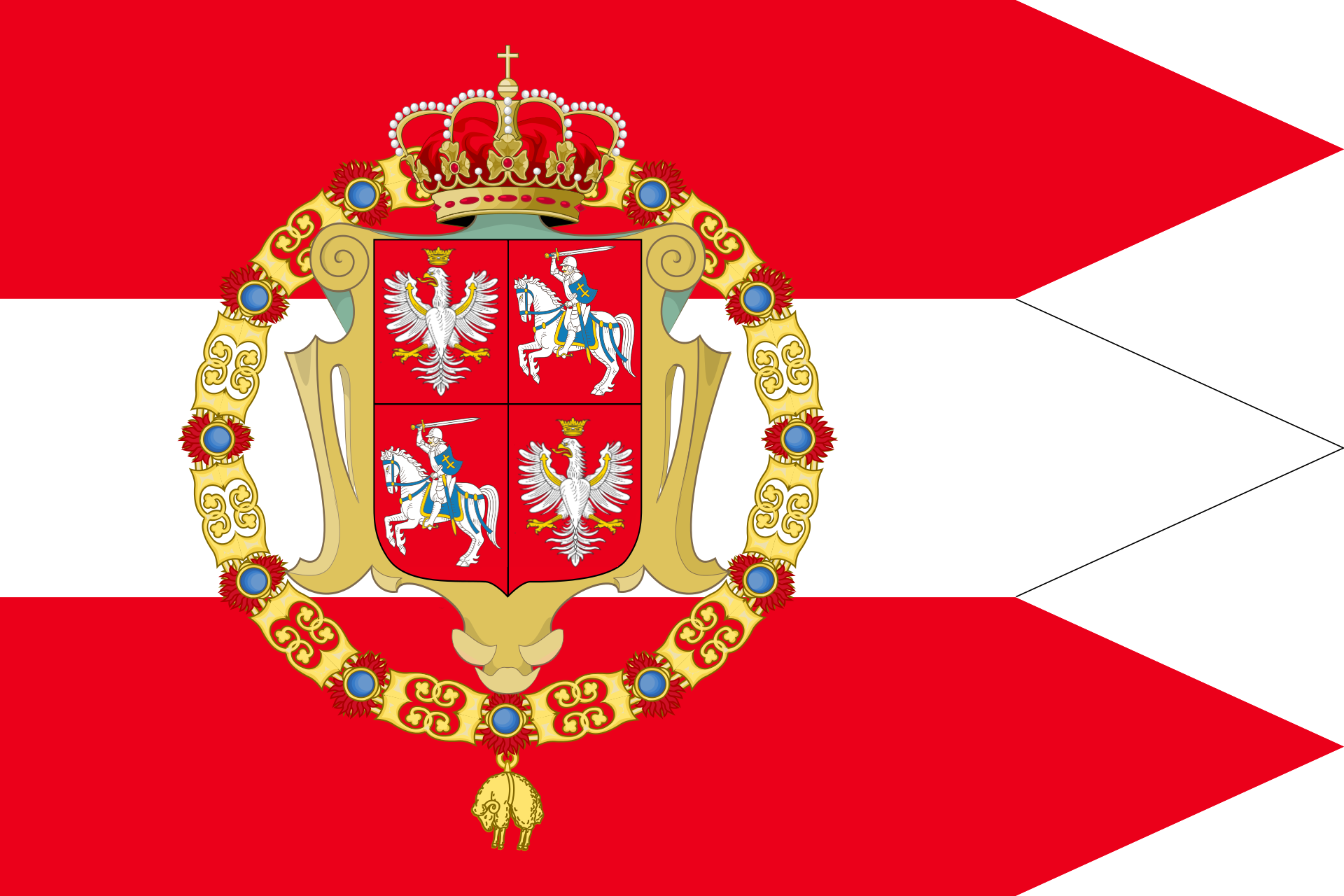
od roku 1569
1587–1668
1669–1673
1674–1697
1697–1706, 1709–1763
1704–1709, 1733–1736 Stanislav I. Leszczyński
1764–1795 Stanislav II. August Poniatowski

znak Polsko-litevské unie:
1548–1572, 1575–1587 Zikmund II. August Anna Jagellonská
1573–1575 Jindřich z Valois
1587–1668
1669–1673
1674–1697
1697–1706, 1709–1763
1704–1709, 1733–1736 Stanislav I.
1764–1795 Stanislav II. August

samostatné znaky Polska a Litvy:
znak Polského království
znak Litevského velkoknížectví